# Caazapá
Caazapá (guaraní: Ka’a rehasa-pa) és una ciutat del Paraguai, capital del departament de Caazapá.
Fundada el 1607 per un frare franciscà, la ciutat es troba a 155 msnm, la seva latitud és 26° 9′ Sud i la seva longitud 56° 24′ Oest.

## Població
Durant el cens del 2002, la població urbana de Caazapá era de 5.990 habitants (22.372 al districte), segons la Dirección General de Estadística, Encuestas y Censos.